# Лебедев, Александр Александрович (физик)
Алекса́ндр Алекса́ндрович Ле́бедев (род. 1959, СССР) — советский и российский физик-экспериментатор. Специализируется на изучении физических свойств карбида кремния и других широкозонных полупроводников, разрабатывает приборы на основе таких материалов. Автор более 300 научных трудов по данной тематике. В настоящее время заведует лабораторией и Отделением в Физико-техническом институте им. А. Ф. Иоффе РАН, гор. Санкт-Петербург. Доктор физико-математических наук, профессор. 

## Биография, карьера
Родился в 1959 году. Сын и полный тёзка Александра Александровича Лебедева (1929—1999), физика, доктора наук, всю жизнь проработавшего в ФТИ. Мать Лебедева-младшего, Майя Августовна Якобсон (1929—2003), — кандидат наук, также сотрудница ФТИ. Дед по отцу, Александр Алексеевич (1893–1969), — учёный-оптик, сотрудник ГОИ, академик АН СССР.
По окончании обучения в ЛЭТИ принят на работу в ФТИ в лабораторию, возглавлявшуюся тогда В. Е. Челноковым. Появился в институте ещё студентом (как практикант в лаборатории И. В. Грехова). В свои первые трудовые годы активно взаимодействовал с отцом, вместе они опубликовали несколько статей. В Физтехе Лебедев прошёл все ступени служебной лестницы от старшего лаборанта до заведующего лабораторией и одновременно Отделением твердотельной электроники. Стал доктором физико-математических наук.
Параллельно с научной работой, преподавал в СПбГЭТУ. Сейчас занимает там должность профессора кафедры оптоэлектроники.
В 2019 году был одним из трёх претендентов на пост директора ФТИ РАН.
Лауреат премии Правительства Санкт-Петербурга за выдающиеся научные результаты в области науки и техники в 2020 году: в номинации физика и астрономия — премия им. А. Ф. Иоффе (Постановление Правительства Санкт-Петербурга от 21.12.2020 № 1115) за исследование электрофизических свойств карбида кремния и разработку приборов на его основе.

## Научная деятельность
Лебедев — специалист в области физики, технологии и приборных применений широкозонных полупроводников, в первую очередь карбида кремния. При его участии:
- разработана технология эпитаксии слоёв SiС с заданными параметрами, при этом впервые для исследования широкозонных полупроводников применён метод нестационарной ёмкостной спектроскопии[англ.];
- доказана возможность работы приборов на основе SiC при температурах свыше 800 0C и уровнях излучения на два порядка больших, чем предельные значения для кремниевых приборов с теми же рабочими параметрами;
- создан новый тип гетеропереходов — между двумя кристаллическими модификациями одного и того же полупроводникового материала;
- предложена технология формирования графена термодеструкцией поверхности SiC, исследованы свойства полученных плёнок и изготовлены газовые и био- сенсоры на их основе.

Автор более 300 публикаций, в том числе монографии и 6 авторских свидетельств и патентов.
В сотрудничестве лаборатории Лебедева с ПАО «Светлана-Электронприбор» разработана и внедрена технология изготовления высокочастотных SiC p-i-n диодов, а также организовано производство монокристаллов SiC. 

## Преподавание, оргработа
Подготовил пятерых кандидатов наук. 
Входит в состав двух диссертационных советов, является членом редколлегий журналов ФТТ и «Поверхность. Рентгеновские, синхротронные и нейтронные исследования».
Член научного совета РАН «Радиационная физика твердого тела» с 2020 года. Эксперт фонда РНФ, был координатором секции «физика и науки о космосе» в 2021–2023 гг.
Член программного комитета международной конференции по физике SiC и родственных материалов (ICSCRM).